# Hydrochoeropsis
Hydrochoeropsis is een geslacht van uitgestorven knaagdieren dat verwant is aan de nog levende capibara (Hydrochoeris hydrochaeris). Hydrochoeropsis leefde tijdens het Plioceen.

## Soorten
De typesoort Hydrochoeropsis dasseni werd in 1930 beschreven op basis van vondsten in Argentinië. H. wayuu werd in 2017 beschreven op basis van fossiel materiaal uit de Ware-formatie in Colombia. Deze soort had een gewicht van ongeveer vierentwintig kilogram, geschat op basis van de lengte van het dijbeen. Hiermee was H. wayuu een relatief kleine capibara.

## Verwantschap
Hydrochoeropsis is het nauwst verwant aan Phugatherium. Deze twee geslachten vormen binnen de onderfamilie Hydrochoerinae de zustergroep van Hydrochoeris en Neochoerus.